# 崔泰福
崔泰福（朝鲜语：／，1930年12月1日—2024年1月20日），朝鲜民主主义人民共和国政治人物，曾任最高人民会议议长。

## 生平
1930年，崔泰福出生于日治朝鮮平安南道鎮南浦府（今平安南道南浦市）港口区。
崔泰福毕业於万景台革命学院，曾留学东德的莱比锡工業大学。回國後，於1978年9月担任金策工业大学校长；1981年5月，任朝鲜民主主义人民共和国教育委员会委員長。1982年2月，当选最高人民会议代议员；1986年12月，当选为朝鲜劳动党中央委员会委员。1990年5月，又当选中央政治局候补委员。1992年12月，担任中央书记局书记，负责国际事务。1993年4月，任最高人民会议外交委员会委员长。1993年10月任中央书记局书记，负责思想教育。1998年9月起，任最高人民会议议长。2010年劳动党代表会议上，繼續当选政治局委员。他也是金正日喪禮上7位扶靈人之一。
崔泰福長年擔任最高人民會議議長，直至2019年退休為止，據稱為史上任期最長者。2024年1月20日，崔泰福逝世，終年93歲；北韓最高領導人金正恩等黨政要員前往弔唁。